# Tijien Husen
Tijien Husen is een bestuurslaag in het regentschap Pidie Jaya van de provincie Atjeh, Indonesië. Tijien Husen telt 391 inwoners (volkstelling 2010).